# Districtul Csurgó
Csurgó (în maghiară Csurgói járás) este un district în județul Somogy, Ungaria.
Districtul are o suprafață de 496,19 km2 și o populație de 16.807 locuitori (2013).